# Juan Mauri
Juan Alberto Mauri (Realicó, 29 dicembre 1988) è un ex calciatore argentino, di ruolo centrocampista.

## Biografia
Anche suo fratello minore José Mauri è un calciatore professionista.

## Caratteristiche tecniche
Dino Zampacorta, suo agente, lo ha descritto come «una mezzala più tecnica di José ma meno incontrista, meno d'intensità. Sa fare anche il trequartista ma direi che in generale può ricoprire tutti i ruoli del centrocampo».

## Carriera

### Club
Mauri ha cominciato la carriera professionistica nell'Olimpo, formazione per cui ha debuttato nella Primera B Nacional in data 24 ottobre 2009, sostituendo David Vega nella vittoria per 1-2 sul campo dell'All Boys. La squadra si è aggiudicata la vittoria finale in campionato ed è stata promossa nella Primera División; Mauri ha totalizzato 4 presenze in stagione.
Il 2 aprile 2011 ha disputato la prima partita nella massima divisione locale, schierato titolare nella sconfitta casalinga per 1-2 contro il Vélez Sarsfield. Ha totalizzato 2 presenze nel campionato 2010-2011, a cui se ne sono aggiunte altre 8 l'anno successivo.
Nel 2013 è passato al Ferro Carril Oeste, prima di accordarsi con il Gimnasia y Tiro a gennaio 2014. Nell'estate successiva, è stato messo sotto contratto dal Belgrano Santa Rosa. Nel 2015 si è trasferito al Tiro Federal, formazione del Torneo Argentino A. Ha debuttato in squadra il 22 marzo, schierato titolare nel pareggio a reti inviolate contro l'Alianza de Cutral Có.
A seguito del passaggio di suo fratello José al Milan, in data 8 luglio 2015 Mauri annuncia d'aver disputato l'ultima partita con la maglia del Tiro Federal, poiché – a sua detta – nel weekend successivo avrebbe firmato anche lui per il club rossonero. Il trasferimento sarebbe stato curato da Dino Zampacorta, procuratore di entrambi i fratelli Mauri.
Il 17 agosto 2015, l'Akragas ha comunicato sul proprio sito ufficiale d'aver ingaggiato Mauri dal Milan con la formula del prestito. L'anno successivo passa, sempre con la formula del prestito, alla Paganese. Nella stagione 2017-2018 rientra al Milan, dove però viene messo fuori rosa e mai convocato per le partite ufficiali.
Il 1º settembre 2018 viene ufficializzato il suo passaggio a titolo definitivo alla Lucchese sino al termine della stagione: sceglie di indossare la maglia numero 26 ed esordisce con il nuovo club il 27 settembre nella partita contro la Carrarese finita 2-2. Contribuisce alla salvezza sul campo della squadra rossonera, trasformando uno dei calci di rigore della serie finale nel playout vinto col Bisceglie.
Il 15 agosto 2019 viene ufficializzato il suo passaggio al nuovo Palermo che riparte dalla serie D, contribuendo alla promozione del club fra i professionisti.

## Statistiche

### Presenze e reti nei club
| Stagione        | Squadra             | Campionato      | Campionato | Campionato | Coppe nazionali | Coppe nazionali | Coppe nazionali | Coppe continentali | Coppe continentali | Coppe continentali | Altre coppe | Altre coppe | Altre coppe | Totale | Totale |
| Stagione        | Squadra             | Comp            | Pres       | Reti       | Comp            | Pres            | Reti            | Comp               | Pres               | Reti               | Comp        | Pres        | Reti        | Pres   | Reti   |
| --------------- | ------------------- | --------------- | ---------- | ---------- | --------------- | --------------- | --------------- | ------------------ | ------------------ | ------------------ | ----------- | ----------- | ----------- | ------ | ------ |
| 2009-2010       | Olimpo              | BN              | 4          | 0          | -               | -               | -               | -                  | -                  | -                  | -           | -           | -           | 4      | 0      |
| 2010-2011       | Olimpo              | PD              | 2          | 0          | -               | -               | -               | -                  | -                  | -                  | -           | -           | -           | 2      | 0      |
| 2011-2012       | Olimpo              | PD              | 8          | 0          | -               | -               | -               | -                  | -                  | -                  | -           | -           | -           | 8      | 0      |
| Totale Olimpo   | Totale Olimpo       | Totale Olimpo   | 14         | 0          |                 | -               | -               |                    | -                  | -                  |             | -           | -           | 14     | 0      |
| 2012-2013       | Ferro Carril Oeste  | ARA             | 11         | 0          | CA              | 1               | 0               | -                  | -                  | -                  | -           | -           | -           | 12     | 0      |
| 2013-2014       | Gimnasia (S)        | ARA             | 13         | 0          | -               | -               | -               | -                  | -                  | -                  | -           | -           | -           | 13     | 0      |
| 2014-2015       | Belgrano Santa Rosa | ARA             | 5          | 0          | CA              | 2               | 0               | -                  | -                  | -                  | -           | -           | -           | 7      | 0      |
| 2015            | Tiro Federal        | ARA             | 13         | 0          | -               | -               | -               | -                  | -                  | -                  | -           | -           | -           | 13     | 0      |
| 2015-2016       | Akragas             | C               | 19         | 0          | CI-C            | 5               | 0               | -                  | -                  | -                  | -           | -           | -           | 24     | 0      |
| 2016-2017       | Paganese            | C               | 17+1       | 0          | CI-C            | -               | -               | -                  | -                  | -                  | -           | -           | -           | 18     | 0      |
| 2017-2018       | Milan               | A               | -          | -          | CI              | -               | -               | UEL                | -                  | -                  | -           | -           | -           | -      | -      |
| 2018-2019       | Lucchese            | C               | 31+4       | 0          | CI-C            | -               | -               | -                  | -                  | -                  | -           | -           | -           | 35     | 0      |
| 2019-2020       | Palermo             | D               | 15         | 1          | CI-D            | 1               | 0               | -                  | -                  | -                  | -           | -           | -           | 16     | 1      |
| Totale carriera | Totale carriera     | Totale carriera | 143        | 1          |                 | 9               | 0               |                    | -                  | -                  |             | -           | -           | 152    | 1      |

## Palmarès

### Club

#### Competizioni interregionali
- Serie D: 1

Palermo: 2019-2020 (girone I)